# Joseph von Bamberg
Joseph Freiherr von Bamberg, avstrijski general, * 28. februar 1801, † 20. november 1870.

## Pregled vojaške kariere
Napredovanja
- Fähnrich: 13. marec 1822
- kapitanporočnik: 1833
- stotnik: 1835
- podpolkovnik: 1847
- polkovnik: 1849
- generalmajor: 16. november 1850
- podmaršal: 5. januar 1859